# Meriellum
Meriellum is een kevergeslacht uit de familie van de boktorren (Cerambycidae). De wetenschappelijke naam van het geslacht werd voor het eerst geldig gepubliceerd in 1957 door Linsley.

## Soorten
Meriellum is monotypisch en omvat slechts de volgende soort:
- Meriellum proteus (Kirby, 1837)